# Palilula (Belgrado)
Palilula (em cirílico:Палилула) é um município Sérvia localizada no distrito de Belgrado, nas regiões de Šumadija e Banat serbe. A sua população era de 155 902 habitantes segundo o censo de 2002.

## Demografia
| 1961   | 1971    | 1981    | 1991    | 2002    |
| ------ | ------- | ------- | ------- | ------- |
| 89 141 | 126 380 | 150 484 | 150 208 | 155 902 |